# Bond University

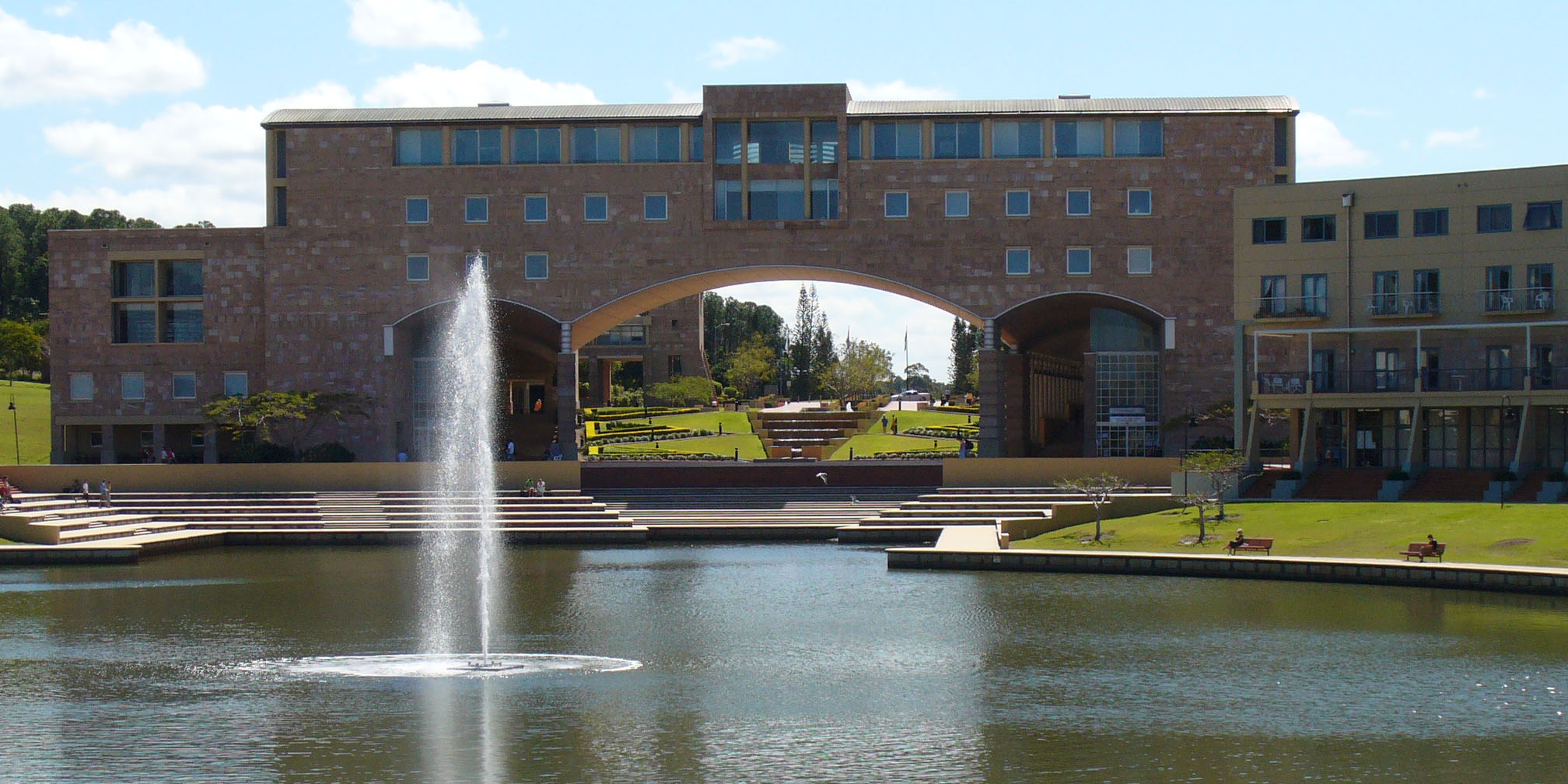
Bond University

Bond University är ett privat universitet på Gold Coast på Australiens östkust i staten Queensland och har fått sitt namn av dess grundare av Alan Bond.